# بوليديندريون (أتيكي)
بوليديندريون (Πολυδένδριον) (بالإنجليزية:Polydendri) هي قرية في إقليم أتيكا في اليونان.